# Vis-à-vis (hippomobile)

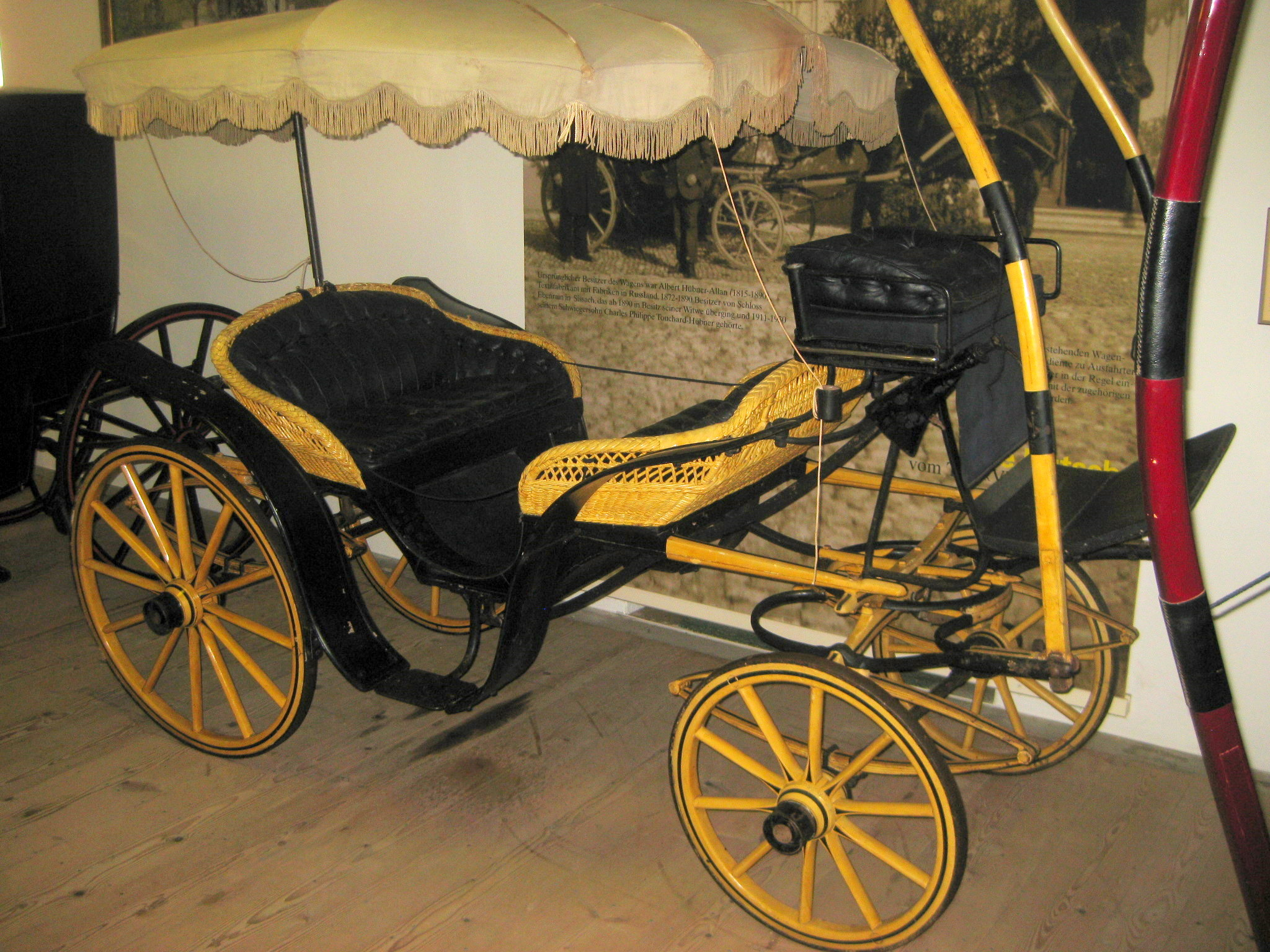
Petit vis-à-vis ouvert

Un vis-à-vis est une voiture hippomobile fermée, à quatre roues, et à deux places, dont les sièges se font face. Ce type apparaît en France dans les années 1730. C’est en quelque sorte une berline « coupée » dans le sens longitudinal. Sous l’Empire, elle prend parfois le nom de sociable.
Par extension, le nom de vis-à-vis est appliqué à tout type de voiture dont les sièges se font face. À l’opposé, il existe des voitures appelées dos-à-dos, généralement découvertes, où les deux sièges sont disposés, comme le nom l’indique, dos à dos : soit dans le sens de la marche et vers l’arrière, soit vers les côtés.

## Sources
Joseph Jobé, Au temps des cochers, Lausanne, Edita-Lazarus, 1976.  (ISBN 2-88001-019-5)